# Ilex cornuta
Ilex cornuta là một loài thực vật có hoa trong họ Aquifoliaceae. Loài này được Lindl. & Paxton mô tả khoa học đầu tiên năm 1850.

## Hình ảnh

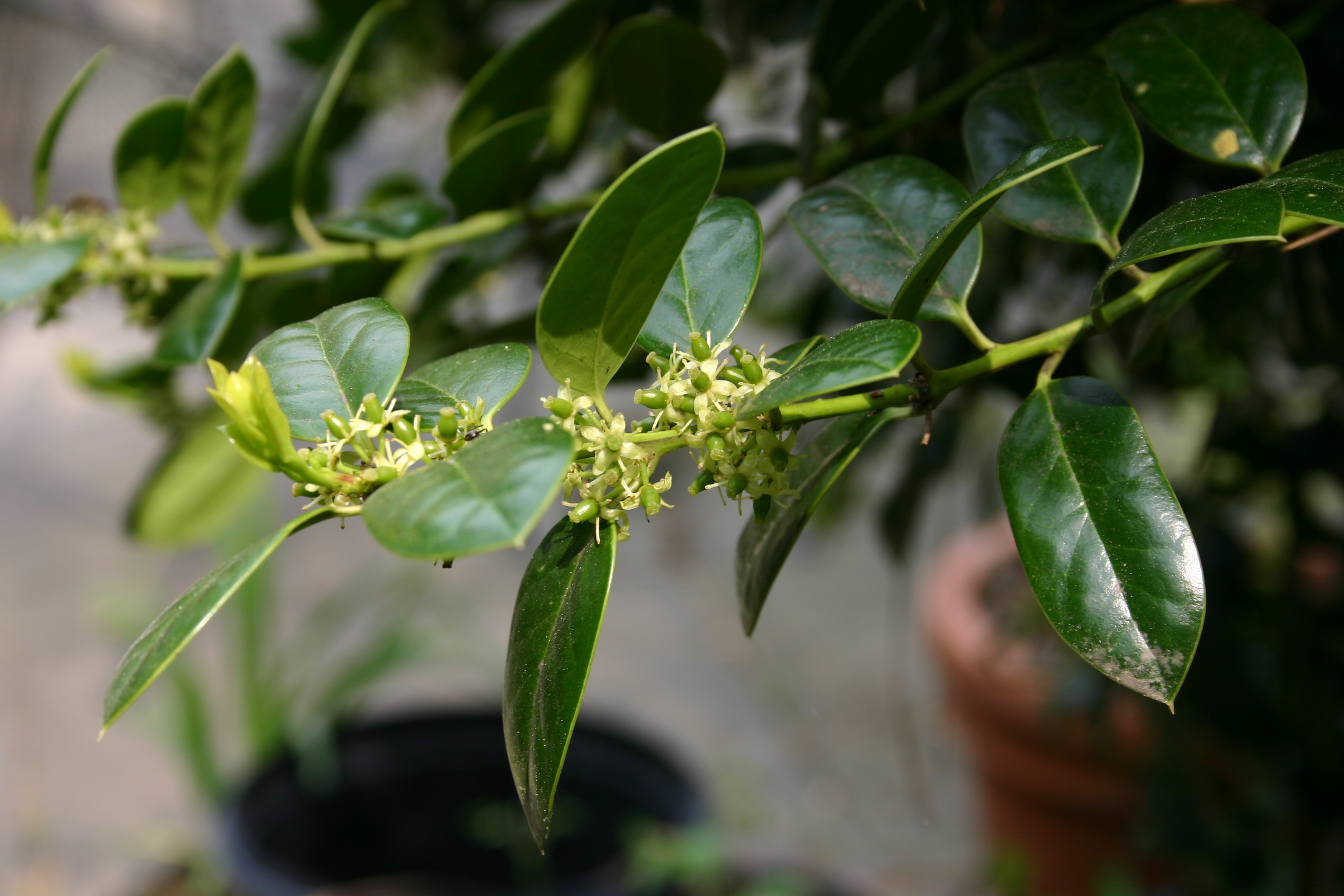
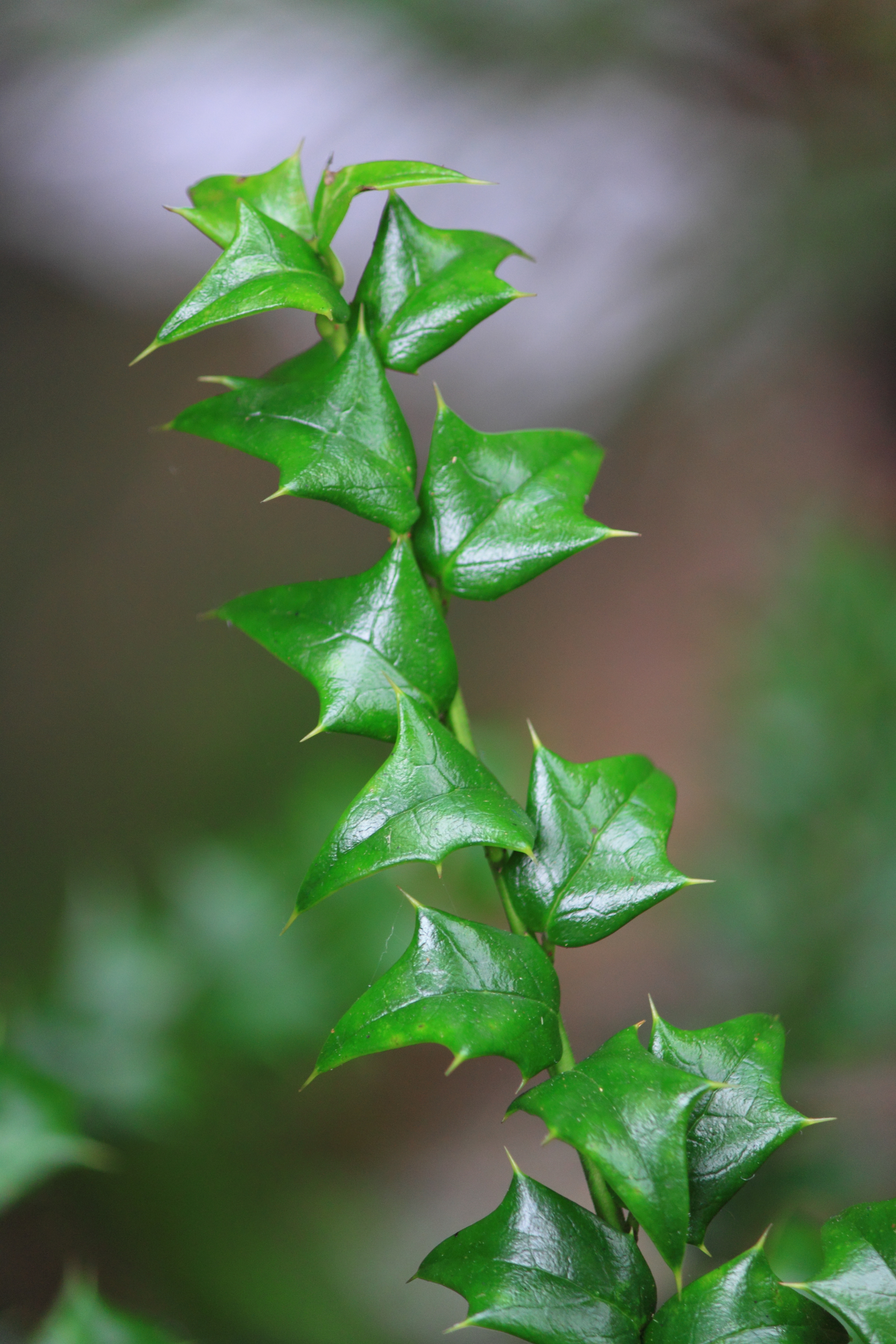
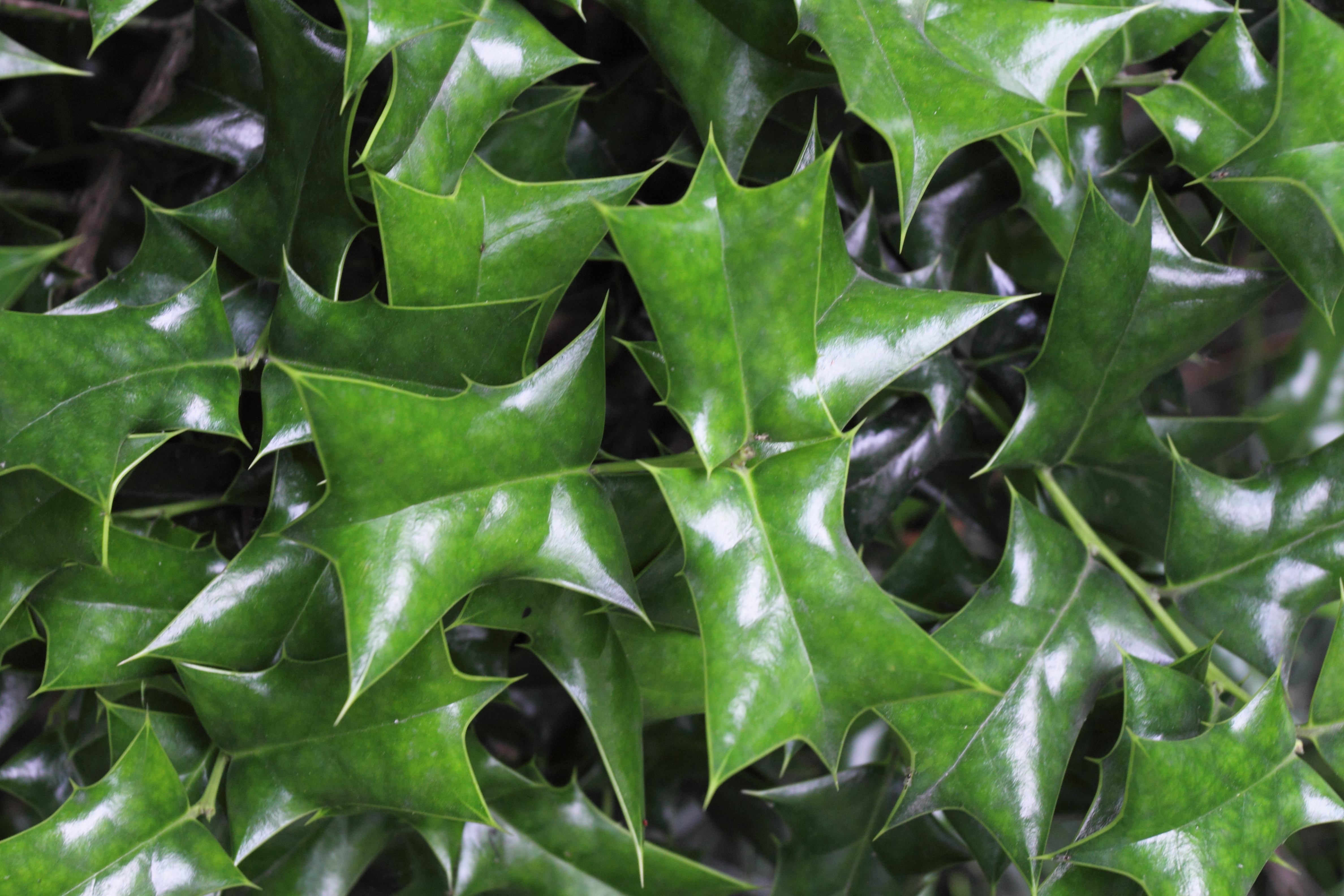
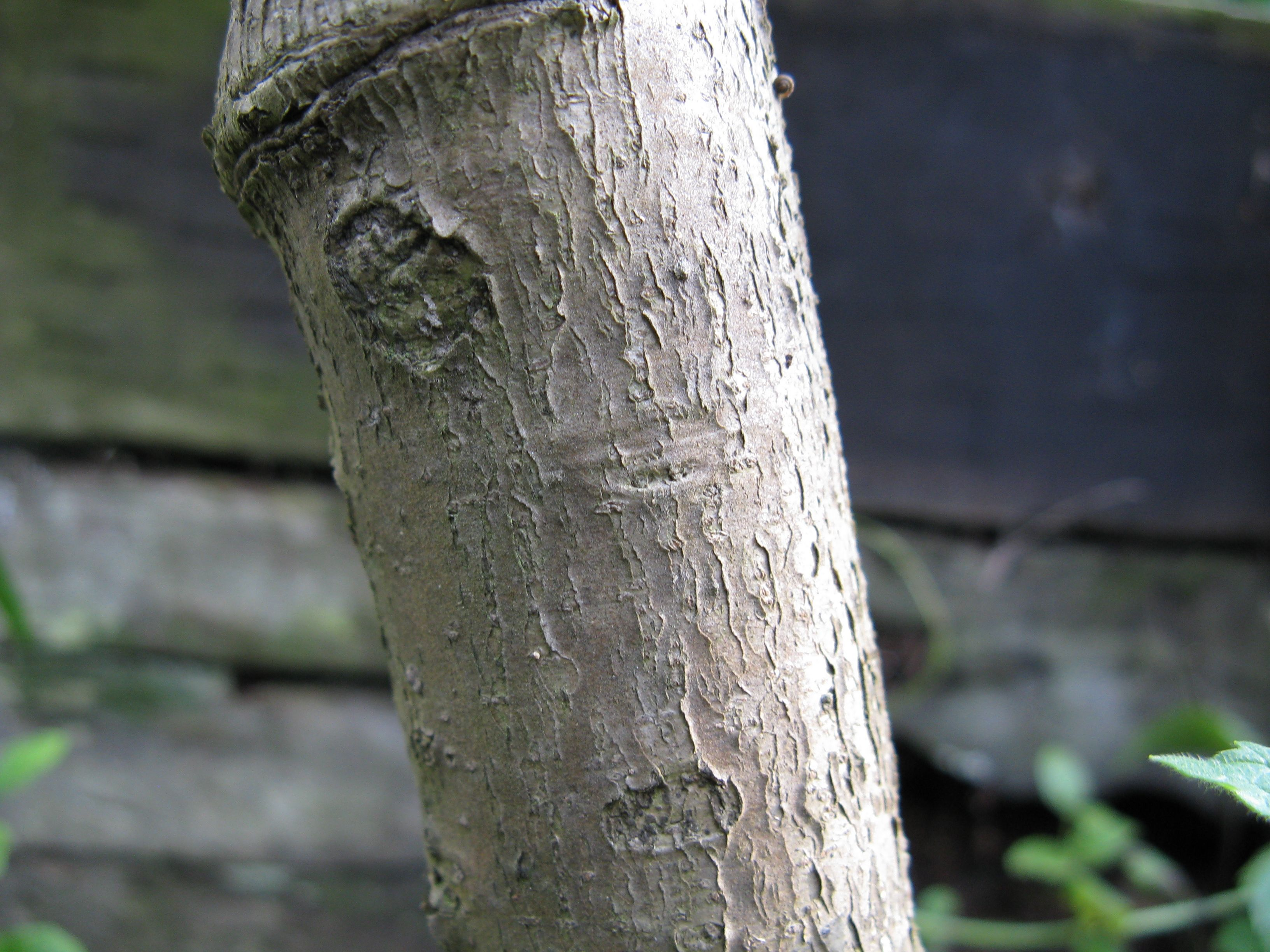